# Punta Bustamante
Punta Bustamante är en udde i Argentina.   Den ligger i provinsen Santa Cruz, i den södra delen av landet, 2 100 km sydväst om huvudstaden Buenos Aires.
Terrängen inåt land är lite kuperad. Havet är nära Punta Bustamante åt sydost. Närmaste större samhälle är Río Gallegos, 17,0 km väster om Punta Bustamante. 
Trakten runt Punta Bustamante består i huvudsak av gräsmarker.